# 크레이지 (프로게이머)
크레이지(본명: 김재희, 1996년 10월 3일 ~ )는 대한민국의 리그 오브 레전드 프로게이머로 아이디는 Crazy이다. 포지션은 탑 라이너를이며 현재 터키 챔피언십 리그의 갈라타사라이 e스포츠 소속이다.

## 선수 생활
2015년 1월 ESC 에버에 입단하면서 프로 커리어를 시작했다. 2016 스프링 시즌에서는 부진한 모습을 보여주었으나 팀은 승강전에 진출했다. 승강전에서는 좋은 모습을 보이며 팀의 챔피언스 승격에 기여했다. 2016 서머 시즌에는 부진한 모습을 보여주었다. 팀은 승강전으로 내려갔지만 잔류에 기여했다.
2017 스프링 시즌에서는 좋은 모습을 보여주면서 팀의 에이스로 활동했다. 서머 시즌에서는 부진한 모습을 보여주었다. 서머 시즌 이후 팀이 승강전으로 내려갔지만 승강전에서는 좋은 모습을 보여주면서 팀의 잔류에 기여했다..
2018 스프링 시즌 괜찮은 모습을 보여주면서 팀을 지탱하였다. 서머 시즌에서는 폼이 떨어진 모습을 보여주었다.
2019시즌을 앞두고 SK텔레콤 T1에 입단했다. 스프링 시즌에서는 칸의 백업 선수로 활동했다. 서머 시즌에서도 출전하지 못했다. 롤드컵 2019에서도 로스터에서 탈락하면서 출전하지 못했다.
2020시즌을 앞두고 로그 워리어스에 입단했다. 스프링 시즌 초반 로그의 주전 탑 라이너로 출전했다. 하지만 이후 불안한 폼을 보여주면서 홀더와 번갈아서 출전을 했다. 서머 시즌에서는 홀더에게 주전 자리를 내주었다. 2020시즌 종료 후 팀에서 퇴단했다.
2021 서머 시즌을 앞두고 갈라타사라이 e스포츠에 입단했다.

## 소속팀
| # | 팀명                 | 소속 기간             | 소속 리그 | 비고 |
| - | -------------------- | --------------------- | --------- | ---- |
| 1 | ESC 에버             | 2015.01~2018.11.22    | CK LCK    |      |
| 2 | SK텔레콤 T1          | 2018.11.22~2019.11.19 | LCK       |      |
| 3 | 로그 워리어스        | 2019.12.18~2020.11.19 | LPL       |      |
| 4 | 갈라타사라이 e스포츠 | 2021.05.20~           | TCL       |      |

## 수상 내역
- 네이버 2015 LoL KeSPA컵 우승
- IEM 시즌 10 쾰른 우승
- 리그 오브 레전드 챌린저스 코리아 스프링 2016 우승
- 스무살우리 리그 오브 레전드 챔피언스 코리아 스프링 2019 우승
- 우리은행 리그 오브 레전드 챔피언스 코리아 서머 2019 우승